# Mikuni Shimokawa
Mikuni Shimokawa (下川 みくに Shimokawa Mikuni?) (nació el 19 de marzo de 1980 en Shizunai, Hokkaido, es una cantante y compositora japonesa. Conocida por sus canciones y letras para temas de anime, también toca el piano. Forma parte del grupo femenino Checkicco.

## Álbumes
- 39
- Best Selections
- In Review (cover songs)
- Kimi No Uta (Songs For You)
- Sayonara Moienakatta Natsu
- Heavenly

## Sencillos
- All The Way (Kino's Journey OP)
- Tomorrow (Full Metal Panic! OP)
- Karenai Hana (Full Metal Panic! ED)
- Sore Ga Ai Deshou (Full Metal Panic? Fumoffu OP)
- Kimi Ni Fuku Kaze (Full Metal Panic? Fumoffu ED)
- Alone (Gensomaden Saiyuki ED 2nd)
- Popcorn (Hunter X Hunter: Greed Island ED)
- Minami Kaze (Full Metal Panic!: The Second Raid OP)
- Mou ichido Kimi ni Aitai (Full Metal Panic!: The Second Raid ED)
- Kohaku (Grenadier OP)
- Kanashimi ni Makenaide (Grenadier 1st ED)
- True (Dragon Drive OP)
- Tatta Hitotsu No (Dragon Drive ED)
- Kimi ga Iru Kara (Fairy Tail 4.º ED )
- Bird (Kino's Journey For You ED)